# Маркус Хяннікяйнен
Маркус Хяннікяйнен (фін. Markus Hännikäinen; 26 березня 1993, м. Гельсінкі, Фінляндія) — фінський хокеїст, лівий нападник. Виступає за «Колумбус Блю-Джекетс‎» (НХЛ).
Вихованець хокейної школи «Кієкко-Тійкеріт». Виступав за «Йокеріт» (Гельсінкі), «Кієкко-Вантаа», ГПК (Гямеенлінна), ЮІП.
В чемпіонатах Фінляндії — 117 матчів (22+31), у плей-оф 15 матчів (5+5).
У складі молодіжної збірної Фінляндії учасник чемпіонату світу 2012. У складі юніорської збірної Фінляндії учасник чемпіонату світу 2011.